# Qualifications pour le tournoi féminin de volley-ball (indoor) aux Jeux olympiques d'été de 2012/International
Pour un article plus général, voir Volley-ball (indoor) aux Jeux olympiques d'été de 2012 – Qualifications femmes.

## Équipes participantes
Pays hôte
- Japon

Pays qualifiés par le Championnat d'Asie et d'Océanie de volley-ball féminin 2011
- Chine (Qualifié lors de la coupe du monde 2011)
- Corée du Sud
- Thaïlande
- Taipei chinois (Sélectionné en remplacement de la Chine)

Pays qualifiés par le Classement mondial FIVB au 4 janvier 2011
- Europe (2 pays) :
  -  Serbie (6e)
  -  Russie (7e)
- Amérique du Nord (1 pays) :
  -  Cuba (10e)
- Amérique du Sud ou Afrique (1 pays)
  -  Pérou (17e)

Le Pérou a été sélectionné en raison de la défection du Kenya (15e)

## Tournoi

### Équipes participantes
- Corée du Sud
- Cuba
- Japon (Organisateur)
- Pérou
- Russie
- Serbie
- Taïwan
- Thaïlande

### Classement
| # | Équipe       | Pts | J | G | Gt | Pt | P | Sp | Sc | Ratio | Pp  | Pc  | Ratio |
| 1 | Russie       | 21  | 7 | 7 | 0  | 0  | 0 | 21 | 1  | 21    | 539 | 400 | 1.348 |
| 2 | Corée du Sud | 15  | 7 | 5 | 0  | 0  | 2 | 16 | 7  | 2.286 | 538 | 449 | 1.198 |
| 3 | Serbie       | 14  | 7 | 4 | 1  | 0  | 2 | 16 | 10 | 1.6   | 572 | 537 | 1.065 |
| 4 | Japon        | 12  | 7 | 3 | 1  | 1  | 2 | 15 | 11 | 1.364 | 569 | 529 | 1.076 |
| 5 | Thaïlande    | 12  | 7 | 4 | 0  | 0  | 3 | 12 | 10 | 1.2   | 487 | 485 | 1.004 |
| 6 | Cuba         | 7   | 7 | 2 | 0  | 1  | 4 | 9  | 15 | 0.6   | 530 | 544 | 0.974 |
| 7 | Pérou        | 3   | 7 | 1 | 0  | 0  | 6 | 4  | 18 | 0.222 | 412 | 531 | 0.776 |
| 8 | Taïwan       | 0   | 7 | 0 | 0  | 0  | 7 | 0  | 21 | 0     | 355 | 527 | 0.674 |

## Équipes qualifiées
Les équipes qualifiées pour les JO sont :
- Russie
- Corée du Sud
- Serbie
- Japon